# KIKO Milano
KIKO Milano ist ein Italienisches Kosmetikunternehmen mit Sitz in Bergamo; es wurde im Jahr 1997 gegründet. Die Dachorganisation ist die Gruppo Percassi S.p.A. Das Sortiment umfasst Make-up-, Gesichts- und Körperpflegeprodukte.

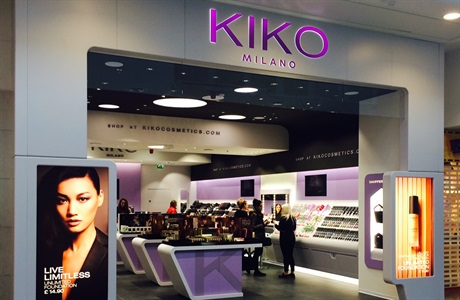
KIKO Milano Geschäft

## Vertrieb
KIKO Milano vertreibt seine Produkte über eigenständige Geschäfte, die mit mehr als 1000 Filialen weltweit vertreten sind.